# Виборчий округ 41
Виборчий округ 41 — виборчий округ в Донецькій області, який внаслідок збройної агресії на сході України тимчасово перебуває під контролем терористичного угруповання «Донецька народна республіка», а тому вибори в ньому не проводяться. В сучасному вигляді був утворений 28 квітня 2012 постановою ЦВК №82 (до цього моменту існувала інша система виборчих округів). Внаслідок подій 2014 року в цьому окрузі вибори були проведені лише один раз, а саме парламентські вибори 28 жовтня 2012. Станом на 2012 рік окружна виборча комісія цього округу розташовувалась в будівлі Будьоннівської районної державної адміністрації за адресою м. Донецьк, вул. Октября, 17.
До складу округу входять Будьоннівський і Пролетарський райони міста Донецьк. Виборчий округ 41 межує з округом 43 на заході, з округом 42 на північному заході, з округом 55 на півночі та з округом 61 з усіх інших сторін. Виборчий округ №41 складається з виборчих дільниць під номерами 141592-141631 та 141968-142015.

## Народні депутати від округу
| Ім'я                        | Фото | Партія          | Скликання | Дата набуття повноважень | Дата припинення повноважень |
| --------------------------- | ---- | --------------- | --------- | ------------------------ | --------------------------- |
| Бобков Олександр Михайлович |      | Партія регіонів | 7-ме      | 12 грудня 2012           | 27 листопада 2014           |

## Результати виборів
Кандидати-мажоритарники:
- Бобков Олександр Михайлович (Партія регіонів)
- Скакун Павло Петрович (Комуністична партія України)
- Деркач Володимир Григорович (Батьківщина)
- Заярний Артем Олексійович (УДАР)